# 特雷盖内克
特雷盖内克（法語：Tréguennec，法語發音：[tʁeɡɛnɛk]）是法国菲尼斯泰尔省的一个市镇，属于坎佩尔区。

## 地理
特雷盖内克（47°53'30"N, 4°20'0"W）面积9.61 平方千米，位于法国布列塔尼大區菲尼斯泰尔省，该省份为法国最西部的省份，位于布列塔尼半岛西部，北西南三面环大西洋，东临阿摩尔滨海省和莫尔比昂省。
与特雷盖内克接壤的市镇（或旧市镇、城区）包括：普洛内乌尔-朗韦恩、圣让特罗利蒙、特雷奥加特。

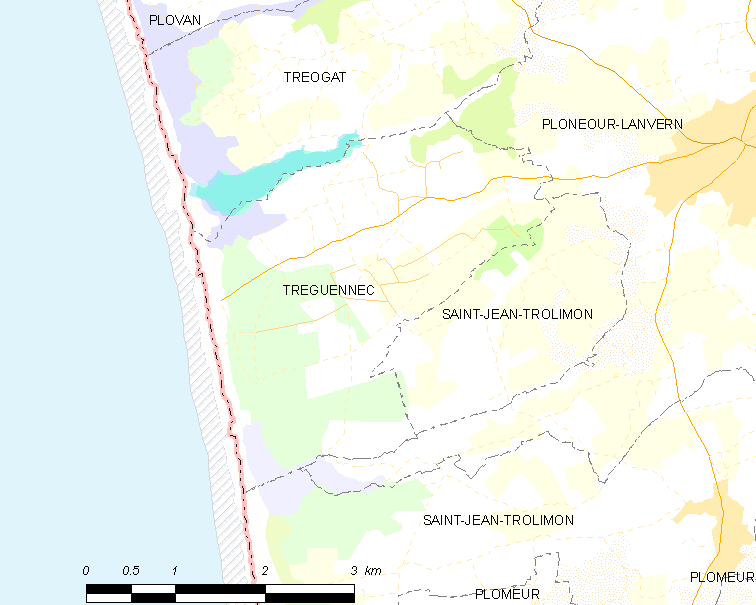
特雷盖内克的OSM定位图

特雷盖内克的时区为UTC+01:00、UTC+02:00（夏令时）。

## 行政
特雷盖内克的邮政编码为29720，INSEE市镇编码为29292。

## 政治
特雷盖内克所属的省级选区为普洛内乌尔-朗韦恩县。

## 人口

1962-2008年间特雷盖内克人口变化图示

特雷盖内克于2022年1月1日时的人口数量为312人。